# Бельсько (Люблінське воєводство)
Бельсько (пол. Bielsko) — село в Польщі, у гміні Карчміська Опольського повіту Люблінського воєводства.
Населення — 111 осіб (2011).

## Демографія
Демографічна структура станом на 31 березня 2011 року:
|          | Загалом | Допрацездатний вік | Працездатний вік | Постпрацездатний вік |
| -------- | ------- | ------------------ | ---------------- | -------------------- |
| Чоловіки | 56      | 16                 | 36               | 4                    |
| Жінки    | 55      | 8                  | 30               | 17                   |
| Разом    | 111     | 24                 | 66               | 21                   |